# ラトビアの世界遺産
ラトビアの世界遺産（ラトビアのせかいいさん）はユネスコの世界遺産に登録されているラトビア国内の文化・自然遺産の一覧。

## 文化遺産
- リガ歴史地区 - （1997年）

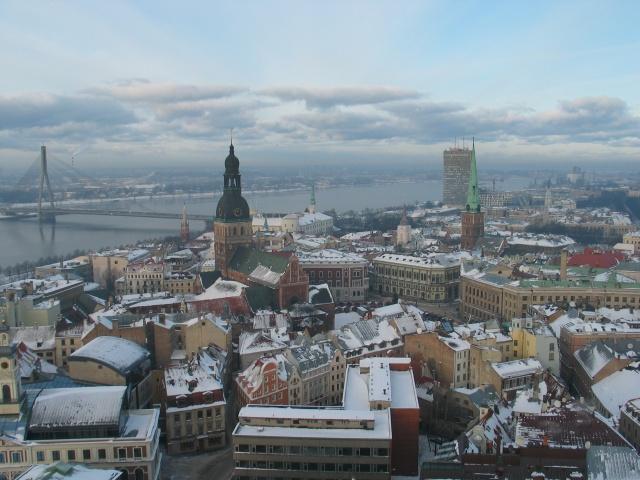
リガ歴史地区

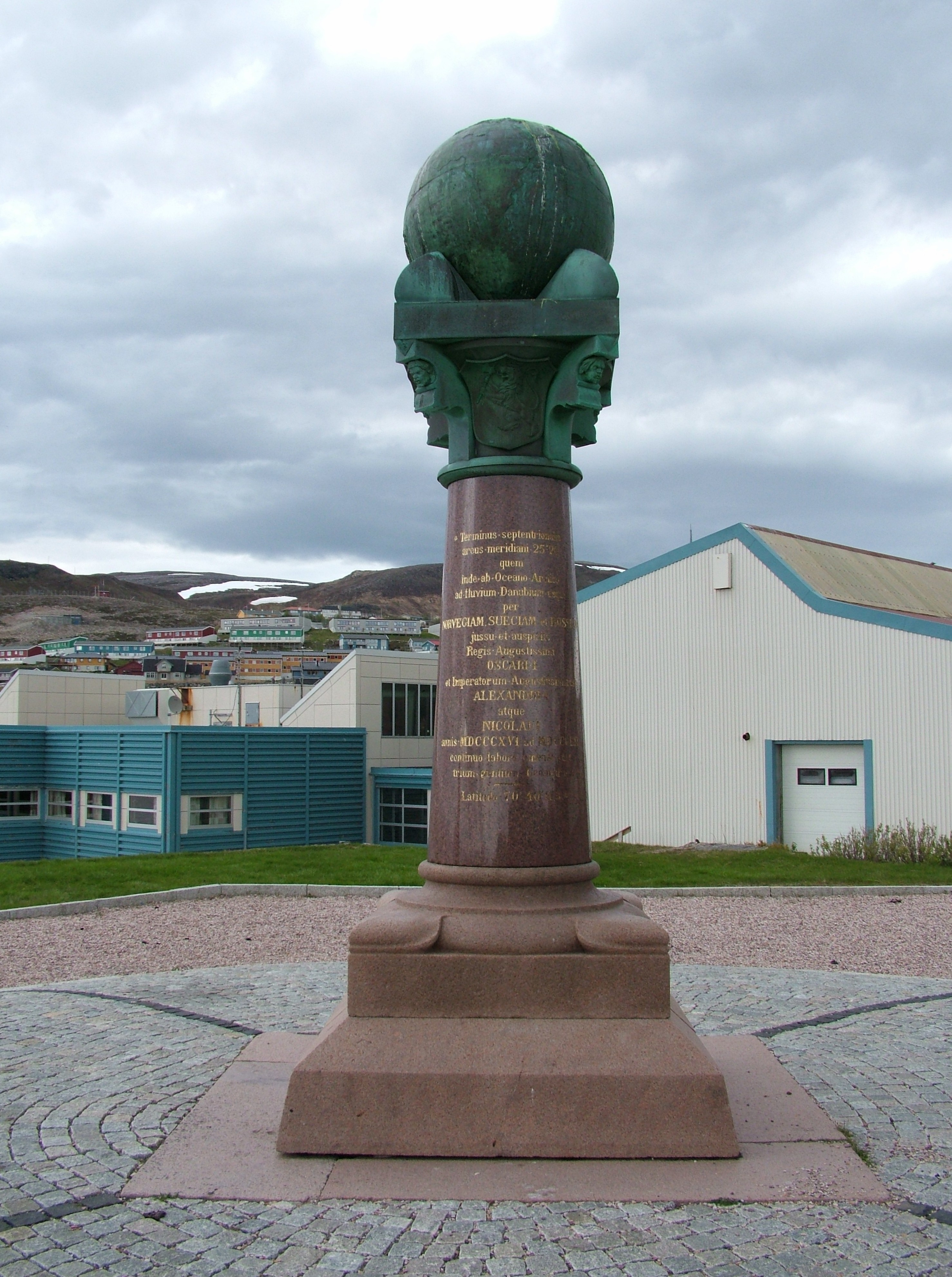
シュトルーヴェの測地弧

- シュトルーヴェの測地弧 - （2005年）
- クルディーガの旧市街 - （2023年）

## 自然遺産
なし

## 複合遺産
なし